# Quartzsite, Arizona
Quartzsite je gradić u američkoj saveznoj državi Arizona. Prema popisu stanovništva iz 2010. u njemu je živjelo 3,677 stanovnika.